# 費利克斯·馬盧姆·恩加庫圖
費利克斯·馬盧姆·恩加庫圖·貝恩迪（法語：Félix Malloum Ngakoutou Bey-Ndi；阿拉伯语：‎ ，1932年9月10日－2009年6月12日）是查德南方地區政治家，他曾經擔任一名查德軍隊軍官，並且也是執政黨查德進步黨成員。他後來成為參謀長並且獲得上校軍銜，不過之後則遭到查德總統弗朗索瓦·托姆巴巴耶囚禁。1975年4月13日時，由於政變成功的緣故使得他獲得釋放。他之後同時擔任查德總統和總理，一直到1978年8月29日因為北方武裝叛亂份子要求加入政府，因此任命侯賽因·哈布雷擔任總理。然而這個舉動並沒有如他所期望，最後他在1979年3月23日辭去總統職務。

## 外部連結
- Country Study, Chad （页面存档备份，存于）
- Tchadien.com （页面存档备份，存于） （法文）